# Чарлс Франсис Ричардсън
Чарлс Франсис Ричардсън (на английски: Charles Francis Richardson) е американски писател, поет и литературен критик.

## Биография
Чарлс Ричардсън е роден в Халоуел, Мейн на 29 май 1851 година. Завършва образованието си в Дартмут в 1871 година. Работи като журналист в нюйоркския „Индипендънт“ от 1872 до 1878 година, в „Съндей Скул Таймс“ във Филаделфия от 1878 до 1880 година и в „Гууд Литричър“ в Ню Йорк от 1880 – 1882 година. От 1882 година преподава англо-саксонски и английски език и литература в Дартмут.